# Комаров, Владимир Александрович (геолог)
Владимир Александрович Комаров (28.01.1930 — 2006, Брянск) — российский геолог, доктор геолого-минералогических наук, профессор. Почётный профессор Юго-Центрального технологического университета КНР. Заслуженный геолог Российской Федерации. Один из основателей современной электроразведки, основоположник изучения и использования явления вызванной поляризации.

## Научная деятельность

Могила Комарова на Южном кладбище Санкт-Петербурга.

Разработал и внедрил в практику геофизических работ метод вызванной поляризации (ВП) при поисках и разведке рудных месторождений. Под его руководством в 1959 году создана электроразведочная станция для метода ВП (ВП-59).
Затем разработал ещё ряд станций: ВПО-62, ВПС-63, ВПП-67, СВП-74, которые хорошо зарекомендовали себя на практике.
В 1959 году методом ВП было открыто Александринское медноколчеданное месторождение, позже — ряд месторождений на Южном Урале, в Казахстане, Узбекистане.
Доктор геолого-минералогических наук, профессор (1970).
С 1960 г. вёл научно-преподавательскую деятельность (Пекинский геологический институт, Ленинградский горный институт (геофизический факультет)).
С 1980 г. профессор Ленинградского (Санкт-Петербургского) государственного университета.
Автор 16 монографий и 14 изобретений. Его монография «Электроразведка методом вызванной поляризации» выдержала 3 издания и переведена на английский и китайский языки.
Заслуженный геолог Российской Федерации. Награждён знаком «Отличник разведки недр».
10-13 апреля 2013 года в Санкт-Петербурге прошёл семинар, посвящённый памяти профессора
Владимира Александровича Комарова (1930—2006) — выдающегося геофизика, одного из основателей современной электроразведки, основоположника изучения и использования явления вызванной поляризации.

## Книги
- Электроразведка методом вызванной поляризации. «Недра», Ленингр. отд-ние, 1972 — Всего страниц: 341
- Геоэлектрохимия. Изд-во СПбГУ, 1994.
- Метод вызванной поляризации Текст лекций. (Курс 2) Л. ЛГИ 1983 22 с. 20 см
- Электроразведка методом вызванной поляризации. Л. Недра 1980 391 с. ил. 22 см.
- Комаров, Владимир Александрович, Хлопонина, Л. С., Балашев, А. Н. Скважинная электроразведка методом вызванной поляризации Метод. пособие Ленинград Недра. Ленингр. отд-ние 1969 157 с. ил. 21 см

## Награды
Указом Президента Российской Федерации от 27.01.1997 № 49 За многолетнюю плодотворную изобретательскую деятельность было присвоено звание «ЗАСЛУЖЕННЫЙ ГЕОЛОГ РОССИЙСКОЙ ФЕДЕРАЦИИ»
Награждён многими ведомственными наградами.